# Rebecca Solomon
Pour les articles homonymes, voir Solomon.
Rebecca Solomon (26 septembre 1832 - 20 novembre 1886) est une peintre britannique de l'ère victorienne. C'est la sœur des peintres Abraham Solomon, membre de la Royal Academy, et du préraphaélite Simeon Solomon. Elle a appris le métier d'Abraham et a exposé ses peintures de 1852 à 1869.

## Œuvres
- La Gouvernante (1854): une illustration de la condition féminine dans la société victorienne
- The Lion and the Mouse: 'Sweet Mercy is Nobility's True Revenge', or The Plea (1865)
- The Shoe Shiner
- The Love Letter
- The Story of Balaclava: 'Wherein he Spoke of the Most Disastrous Chances'